# Ropica cunicularis
Ropica cunicularis är en skalbaggsart som beskrevs av Francis Polkinghorne Pascoe 1865. Ropica cunicularis ingår i släktet Ropica och familjen långhorningar. Inga underarter finns listade i Catalogue of Life.